# يوهان أوغست إبرهارت
يوهان أوڠست إبرهارت من الألمانية (Johann August Eberhard) ولد في 31 من آب عام 1739 في مدينة هالبرشتات و توفي في 6 حزيران عام 1809 في برلين هو فيلسوف ألماني

## حياته
درس الإلهيات في هاله (سكسونيا-أنهالت) كما الفلسفة و فقه اللغة الكلاسيكي. أصبح عام 1763 مبشرًا و مدرسًا في الثانوية, عام 1774 واعظًا في شارلوتنبورغ(برلين). ارتبط بعلاقة وثيقة بفريدرش نيكولاي و موسى مندلسون.
عام 1772 نشر أول كتبه

## روابط خارجية
- يوهان أوغست إبرهارت على موقع الموسوعة البريطانية (الإنجليزية)
- يوهان أوغست إبرهارت على موقع إن إن دي بي (الإنجليزية)